# Watsonia angusta
Watsonia angusta är en irisväxtart som beskrevs av Ker Gawl. Watsonia angusta ingår i släktet Watsonia och familjen irisväxter. Inga underarter finns listade i Catalogue of Life.

## Bildgalleri

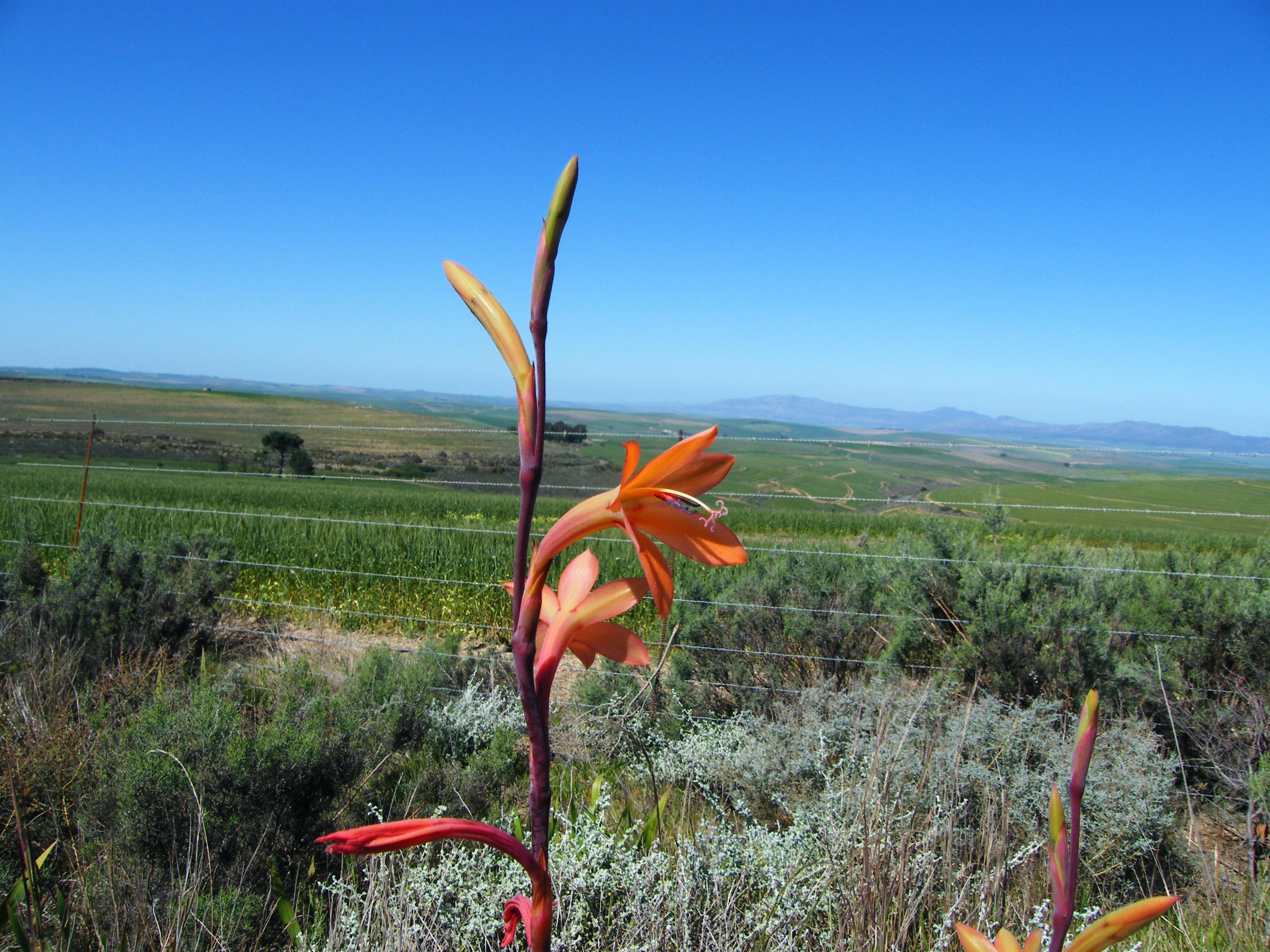
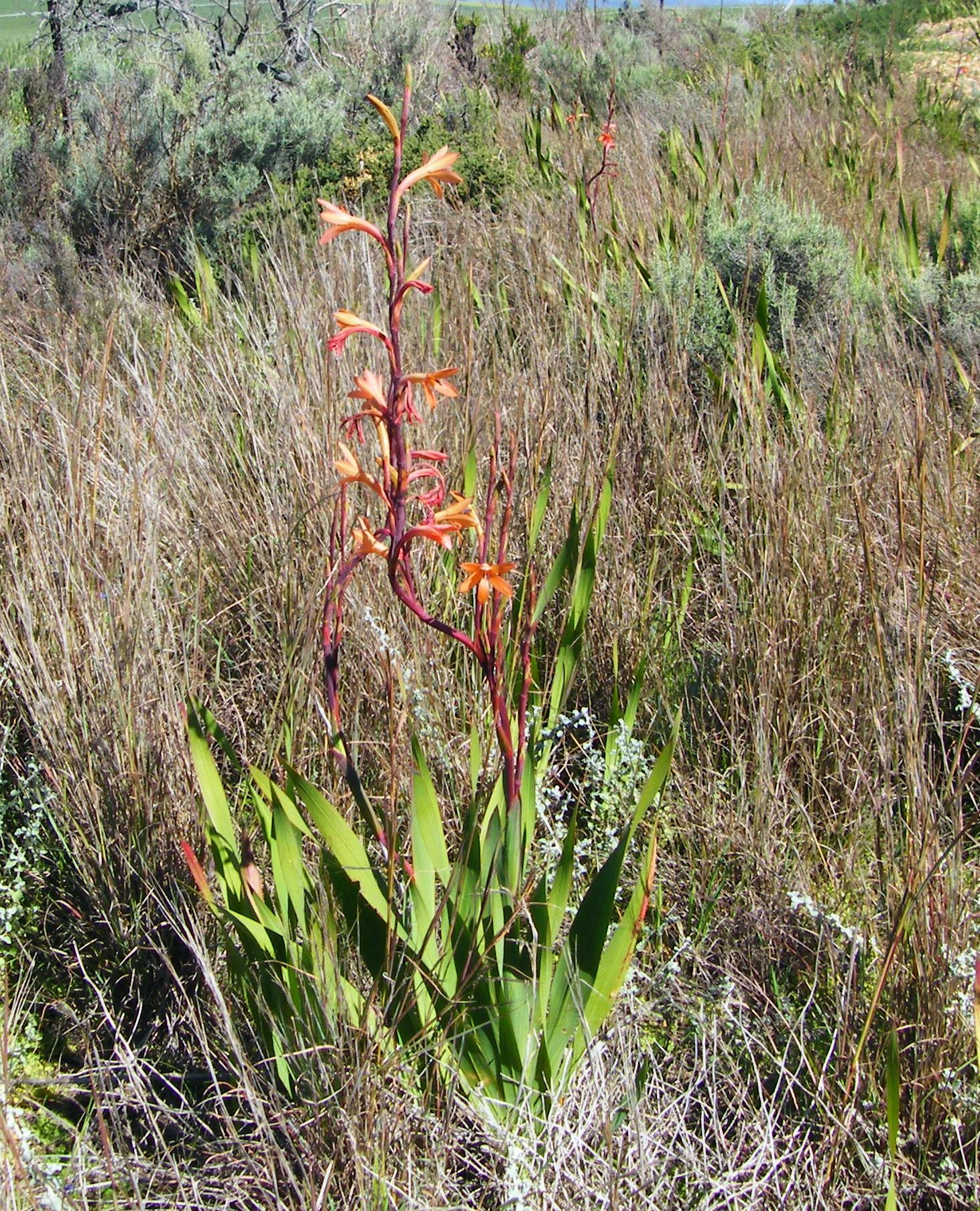